# Prăjești
Prăjești est une commune roumaine située dans le județ de Bacău.